# Thanh Tuấn
Thanh Tuấn, tên thật  Nguyễn Thanh Liêm (sinh ngày 15 tháng 3 năm 1950), là nghệ sĩ cải lương nổi tiếng từ trước năm 1975 (cùng thời với Lệ Thủy, Mỹ Châu, Minh Cảnh, Thanh Kim Huệ, Minh Vương, Minh Phụng). Ông được giới chuyên môn đánh giá là một trong những giọng ca vượt thời gian với làn hơi luyến láy độc đáo, điêu luyện.

## Cuộc đời
Thanh Tuấn tên thật là Nguyễn Thanh Liêm, sinh ngày 15 tháng 3 năm 1950 tại thị xã Đức Phổ, tỉnh Quảng Ngãi. 
Năm 1954, ba của Thanh Tuấn tập kết ra Bắc. Vì hoàn cảnh khó khăn nên mẹ dẫn ông vào Sài Gòn kiếm kế sinh nhai.  
Bộc lộ năng khiếu ca hát từ năm 6 tuổi cùng với việc đam mê các giọng ca của các thế hệ đi trước như Út Trà Ôn, Thành Được, Minh Cảnh, Phương Quang,… đã khiến ông quyết tâm theo đuổi con đường ca hát.  
Năm 1964, ông tham gia lớp học của thầy Út Trọn để học về nhịp nhàng, bài bản trong cải lương. Vài tháng sau, ông tìm gặp thầy Bảy Trạch để tiếp tục học ca diễn và được thầy giới thiệu theo một số đoàn hát lưu diễn ở miền Trung. Một thời gian sau, ông được lên hàng kép chánh với vai Minh trong vở Tướng cướp Bạch Hải Đường.
Năm 1968, ông gia nhập đoàn Minh Cảnh. Lúc này, ông đổi nghệ danh từ Thanh Liêm sang Hoài Trúc Linh.
Năm 1969, ông về hát kép chánh cho gánh Hương Mùa Thu hát cặp cùng nghệ sĩ Ngọc Hương. Tại đây, ông được soạn giả Thu An (trưởng đoàn Hương Mùa Thu) đặt cho nghệ danh Thanh Tuấn. Cũng trong năm này, ông được mời thu dĩa lần đầu tiên trong 2 vở tuồng: Khói sóng tiêu tương và Người câu bóng trăng. Nhờ vậy mà tên tuổi ông bắt đầu được chú ý đến. 
Vào năm 1971, Thanh Tuấn gia nhập đoàn hát Kim Chung và hát cặp cùng các cô đào danh tiếng như Lệ Thủy, Mỹ Châu, Thanh Kim Huệ. Liên danh Thanh Tuấn - Thanh Kim Huệ cũng từ đó mà chấp cánh trở thành cặp đào kép sáng giá lúc bấy giờ. 
Chính cách ca cải lương độc đáo của Thanh Tuấn đã làm khuấy động thị trường băng đĩa thời kì những năm thập niên 70. Vào năm 1973, bà Sáu Liên (chủ Hãng dĩa Việt Nam) đã mời ông ký độc quyền để thu âm cho hãng dĩa của bà. Các vở tuồng được ông thu âm vào thời kì này như: Đường gươm Nguyên Bá, Người tình trên chiến trận, Tây Thi gái nước Việt, Lan Huệ sầu ai, Trúng độc đắc, Đời cô Hạnh,… Các bài tân cổ giao duyên đặc sắc như: Mùa sầu riêng, Tạ từ trong đêm, Lòng mẹ, Bông hồng cài áo, Bức tranh hòa bình,…
Sau năm 1975, Thanh Tuấn về đoàn Sài Gòn 2 và tiếp tục thành công với các vở diễn: Tìm lại cuộc đời, Khách sạn hào hoa, Khúc ly hương, Lỡ bước sang ngang, Ánh lửa rừng khuya,…
Năm 2001, ông được trao giải Diễn viên xuất sắc nhất Liên hoan Phim truyền hình toàn quốc (với vai Chu Văn An trong vở Nỗi lòng Chu Văn An). Ông được Nhà nước phong tặng danh hiệu Nghệ sĩ ưu tú vào năm 2007 và danh hiệu Nghệ sĩ nhân dân vào năm 2019.

## Các vai diễn nổi bật
- Ánh lửa rừng khuya (vai Cung)
- Bao Công tra án Quách Hòe (vai Thái giám Quách Hòe)
- Đời cô Hạnh (vai Toàn)
- Đường gươm Nguyên Bá (vai Thế tử Ngũ Châu)
- Khách sạn hào hoa (vai Trung)
- Khúc ly hương (vai Trần Châu)
- Lan Huệ sầu ai (vai Hùng)
- Lỡ bước sang ngang (vai Lam Sinh)
- Nỗi lòng Chu Văn An (vai Chu Văn An)
- Nửa bản tình ca (vai Lữ Thanh Huy)
- Người tình trên chiến trận (vai A Khắc Chu Sa)
- Pha lê và cát bụi (vai Hai Phước)
- Tây Thi gái nước Việt (vai Phạm Lãi)
- Tìm lại cuộc đời (vai Đại úy Huy Bình)
- Thúy Kiều (vai Kim Trọng)
- Trọng Thủy Mỵ Châu (vai Trọng Thủy)
- Trúng độc đắc (vai Thành)

## Tân cổ
- Áo đẹp nàng dâu (Nhạc: Anh Bằng; lời vọng cổ: Loan Thảo)
- Mười Năm Tái Ngộ
- Tâm Sự Nàng Buram
- Tiếng Dân Chài
- Tình Hoài Hương
- Trở Về
- Lời Nguyện Cầu Nửa Đêm
- Người Về
- Tình Thắm Duyên Quê
- Quê Hương Ngày Em Lớn
- Nhật Ký Của Hai Đứa Mình
- Nếu Anh Đừng Hẹn
- Căn Nhà Ngoại Ô
- Ngày Xưa Quen Biết
- Nhớ Một Người
- Vọng Gác Đêm Sương
- Chuyến Đi Về Sáng
- Hai Năm Rồi
- Thư Xuân Trên Rừng Cao
- Mùa Xuân Của Mẹ
- Bà Mẹ Quê (Nhạc Phạm Duy;vọng cổ Loan Thảo )
- Bông Hồng Cài Áo
- Hoa Trắng Thôi Cài Trên Áo Tím
- Bài ca đất phương Nam (Nhạc và lời: Lê Giang – Lư Nhất Vũ; cổ nhạc: Dương Thanh Nguyễn)
- Bức tranh hòa bình (Tân nhạc: Hoài Linh; cổ nhạc: Loan Thảo)
- Cây sáo trúc
- Cô gái tưới đậu (Tác giả: Trần Nam Dân)
- Cơn bão biển (Tác giả: Thanh Tuấn)
- Cung đàn mới (Tác giả: Ngô Hồng Khanh)
- Chỉ có tình người (Tác giả: Thanh Tuấn)
- Chuyện mùa dâu chín
- Chuyến xe Tây Ninh (Tác giả: Thanh Hiền)
- Nụ Hồng
- Biệt Ly
- Thiên Thai
- Đò Chiều Tô Châu
- Đời Là Chiếc Lá
- Dệt chặng đường xuân (Tác giả: Anh Đông)
- Dòng sông quê em (Tân nhạc:Trương Quang Lục; cổ nhạc: Huyền Nhung)
- Đối diện nhà em
- Gặp nhau (Nhạc: Hoàng Thi Thơ; lời vọng cổ: Loan Thảo)
- Hát nữa đi em (Tân nhạc: Cố Thu; cổ nhạc: Thanh Tuấn)
- Hoa tím bằng lăng (Tác giả: Linh Châu)
- Hoa vẫn nở trên đường quê hương
- Lòng mẹ (Tân nhạc: Y Vân; cổ nhạc : Loan Thảo)
- Lời người hát rong (Tác giả: Ngô Hồng Khanh)
- Lời thề trên đá
- Lời thơ trên tuyết (Tác giả: Thanh Tuấn)
- Mãi tìm nhau
- Mặt trời đêm (Tác giả: Thanh Tuấn)
- Một trăm bến nước
- Mùa sầu riêng (Tân nhạc: Hoàng Trang; cổ nhạc:Loan Thảo)
- Mưa bay ngoại ô
- Mưa rừng
- Nếu duyên không thành
- Nương chiều
- Ngai vàng và vương nữ (Tác giả: Thanh Tuấn)
- Nhớ Nha Trang (Tác giả: Minh Thùy)
- Những ngày xưa thân ái (Tân nhạc: Phạm Thế Mỹ; cổ nhạc: Loan Thảo)
- Phố buồn (Tân nhạc: Phạm Duy; cổ nhạc: Loan Thảo)
- Quê hương và cuộc đời (Tác giả: Thanh Tuấn)
- Quê mẹ (Tân nhạc: Thu Hồ; cổ nhạc: Loan Thảo)
- Tạ từ trong đêm (Tân nhạc: Trần Thiện Thanh; cổ nhạc: Loan Thảo)
- Tấm tình quê (Tác giả: Thanh Hiền)
- Tình anh lính chiến
- Tình hận Cô Tô
- Thương quá mẹ ơi (Tác giả: Thanh Tuấn)
- Thương quá Việt Nam
- Thương về miền Trung (Tân nhạc: Duy Khánh; cổ nhạc: Loan Thảo)
- Trăng rụng xuống cầu (Tân nhạc: Hoàng Thi Thơ; cổ nhạc: Loan Thảo)
- Trương Chi Mỵ Nương (Tân nhạc: Mạc Phong Linh, Mai Thiết Lĩnh; cổ nhạc: Loan Thảo)
- Vầng trăng quê Bác (Tác giả: Thanh Tuấn)
- Về miền Trung
- Xuân này con không về (Tân nhạc: Trịnh Lâm Ngân; cổ nhạc: Loan Thảo)